# Georg Goltermann
Georg Eduard Goltermann, född 19 augusti 1824 i Hannover, död 29 december 1898 i Frankfurt am Main, var en tysk violoncellist. 
Goltermann var  1853–1893 kapellmästare vid stadsteatern i Frankfurt. Som virtuos väckte han uppseende på konsertresor 1850–1852. Han skrev även en symfoni, ouvertyrer, sånger med mera.